# 언론인의 특권
언론인의 특권(Reporter's privilege)은 기자에게 인정되는 법적인 면책을 말한다.

## 역사
기자의 면책특권은 언론의 자유가 발달한 미국에서 특별하게 인정되는 것이다.
취재원 비닉권은 전세계의 언론 관련 법률에서 중요하게 다루는 권리이다. 미국에서는 각 주마다 주법률로 방패법(Shield law)이 제정되어 언론인의 특권을 보호한다. 방패법은 1896년에 메릴랜드주에서 최초로 제정되었다. 17개 주에서는 주대법원의 판례를 통하여 기자의 특권을 인정한다.
2005년 미국의 리크 게이트에서는 국가안보를 이유로 언론인 면책특권이 제한되었다. CIA 비밀요원의 신분을 노출한 타임과 뉴욕타임스 기자에게 취재원을 공개하라는 법원의 명령이 내려졌고, 이를 거부한 뉴욕타임스의 주디스 밀러 기자가 구속되었다.
독일에서는 1975년 독일 형사소송법을 개정하여, 취재원 비닉권을 인정하여 언론기관의 증언거부권을 인정한다.
2016년 12월 2일, 대법원 사법정책연구원과 한국헌법학회가 서울 서초구 서울가정법원 융성당에서 개최한 ‘직무상 비밀에 대한 헌법상 보호’ 학술대회에서 경향신문 법조팀장 이범준 기자는 "취재원 비닉권을 법률이나 판례로 인정하고 압수수색도 임의제출 형식으로 하는 것이 적절하다"고 말했다.

## 같이 보기
- 법적인 면책
- 오프 더 레코드